# Der Junge mit der Lampe
Der Junge mit der Lampe ist ein Dokumentarkurzfilm von Jürgen Böttcher von 1957.

## Inhalt
Ein Junge läuft mit einer Stehlampe in der Hand durch die Innenstadt von Berlin. Es sind noch viele kriegszerstörte Gebäudereste zu sehen, darunter der Nordbahnhof, sowie Kinder, die spielen und mit Kreide das Straßenpflaster bemalen.
Der Film ist schwarzweiß und ohne Ton.

## Hintergründe
Der Junge mit der Lampe war der erste Film des jungen Regiestudenten Jürgen Böttcher an der Hochschule für Filmkunst, die erst wenige Jahre vorher gegründet worden war. Er war geprägt durch den Neorealismus aus Frankreich und Italien, der damals die innovativste Richtung des westeuropäischen Films war. Das Motiv des Jungen mit der Lampe war angeregt durch den damals sehr erfolgreichen Kinderkurzfilm Der rote Ballon (1956), in dem ein Junge hinter einem roten Luftballon durch die Straßen von Paris läuft.
Die Reaktionen der Dozenten waren sehr kritisch, da sie den sozialistischen Realismus bevorzugten. Der Rektor Kurt Maetzig meinte, Jürgen Böttcher habe die Kamera „in den Dreck gehalten“, was meinte, dass er zu viele problematische Bereiche der Stadt gezeigt habe und zu wenig Positives, den Aufbau des Sozialismus Hervorhebendes. Der Film hatte wegen seiner radikal neorealistischen Ausrichtung einen großen Einfluss auf die nachfolgenden Studentenjahrgänge an der Hochschule. Öffentliche Vorführungen gab es in der DDR nicht. Der Studentenfilm wurde aber enthusiastisch rezipiert.